# Енколпіон
Енколпіо́н (дав.-гр. ἐγ-κόλπιο(ς) — складаний нагрудний хрест давньокняжої доби. Складався з двох частин — спідньої й верхньої та виготовлявся із дрібних металевих пластин. Хрести-енколпіони з'явилися на Русі у X столітті — в період поширення християнства. Як правило, всередину таких хрестів вкладали мощі святих. Цей хрест був дуже поширений, але його знаходили не лише на території Київської Русі але зокрема і на Кавказі, та у західній Європі. Монополію на його виготовлення мали київські майстри. Давньоруський хрест-енколпіон залишив один із значущих слідів в культурній спадщині Київської Русі, відображають художні і духовний спосіб життя, на зорі становлення християнської віри серед русинів. Він є важливою частиною історії ремесла — мистецтва художньої обробки металу, і високої майстерності ремісників Київської Русі. Хрести енколпіони прийшли на Київську Русь разом християнством з Візантії. Візантійські енколпіони були виконані з дорогоцінних матеріалів та за складною технікою. Дуже часто на самому хресті був напис — він повідомляв про те що саме знаходилося в ньому, а це головна святиня християнства — Частинки Дерева Христа на якому він був розіпятий.
У енколпіони Київської Русі вкладалися частинки мощей, або частинки освяченої просфори.
Енколпіони Київської Русі належать до великої групи пам'ятників — званих мідним литтям. Вони діляться на сім груп:
- хрести із зображеннями, виконаними з врізаними, литими лініями;
- хрести з високим рельєфом;
- хрести рельєфно-черневі;
- хрести черневі;
- хрести з емаллю перебірчато-виїмчастою;
- хрести з емаллю виїмчастою;
- хрести рельєфні.

Зображення на хрестах не є різноманітним. Найчастіше зображувалися — Діва Оранта або Одигітрія (Богоматір) з одного боку, і Розп'яття з іншого боку (лицьова сторона). Іноді зображення Богоматері замінювалося, великим восьмикутним хрестом. По кінцях зображувалися різні святі, крім групи хрестів із зображенням святих Бориса і Гліба.